# INSPIRE-Sat 7
INSPIRE-Sat 7 (International Satellite Program in Research and Education), est un satellite de type CubeSat 2U développé par le LATMOS et l'ONERA. Le LATMOS est le maître d’œuvre et d'ouvrage du satellite.
INSPIRE-Sat 7 pèse environ 2 kg. Il est doté d’une multitude de capteurs miniaturisés pour mesurer des variables climatiques essentielles et tester de nouveaux dispositifs. Deux fois plus grand que son prédécesseur UVSQ-SAT, il embarquera donc à son bord plusieurs équipements supplémentaires. Ce programme spatial unique implique la communauté radioamateur. AMSAT-F, l'Electrolab et le LATMOS ont développé une carte opensource Radioamateur nommée SPINO. Cette carte électronique dispose d'une mail box numérique qui sera pour la première fois embarquée à bord d'un satellite.
INSPIRE-Sat 7 est lancé depuis la Vandenberg Space Force Base le 15 avril 2023 par une fusée Falcon 9 sur une orbite héliosynchrone (SSO). Il évoluera à une altitude d'environ 500 kilomètres.

## Caractéristiques
Ce satellite est un démonstrateur technologique permettant de :
- mesurer le bilan radiatif de la Terre,
- caractériser l'ionosphère.

D'autres objectifs existent comme :
- embarquer de nouveaux équipements technologiques, afin d’en faire de la démonstration en orbite,
- former des étudiants dans les métiers de l’ingénierie spatiale.